# 魅力がすごいよ
『魅力がすごいよ』（みりょくがすごいよ）は、ゲスの極み乙女。のメジャー1枚目のフルアルバム。2014年10月29日にワーナーミュージック・ジャパンより発売された。
川谷絵音はこのアルバムで、これまでのラップ＋4つ打ち＋サビの歌メロという曲作りのイメージを壊したかったと述べている。先行シングルとして発売した「猟奇的なキスを私にして」で変化させ、それを主軸にして広げたアルバムになったという。
なお完全生産限定盤では、バンド名の由来になった、ゲスの極み乙女。の名前入りのトートバッグが付属されている。また、通常盤と内容は同じだが、初回生産盤のみ通常よりも低価格で発売されている。
収録曲「ラスカ」と「デジタルモグラ」は、ミュージック・ビデオが制作された。
第7回CDショップ大賞入賞作品。（さらにCDショップ大賞候補に本作と「みんなノーマル」2作品ノミネートされるなど多数の支持を集めたことから特別にBEST ARTIST賞を受賞）

## 収録曲

### CD
| 全作詞・作曲: 川谷絵音。 |                                                                                                 |          |            |      |
| #                        | タイトル                                                                                        | 作詞     | 作曲・編曲 | 時間 |
| 1.                       | 「ラスカ」                                                                                      | 川谷絵音 | 川谷絵音   | 3:58 |
| 2.                       | 「デジタルモグラ」(フジテレビ系ドラマ『すべてがFになる』主題歌)                                 | 川谷絵音 | 川谷絵音   | 3:37 |
| 3.                       | 「crying march」                                                                                | 川谷絵音 | 川谷絵音   | 3:22 |
| 4.                       | 「星降る夜に花束を」(『乙女の日常.ep』収録曲「ゼロの理由は花束で」の再アレンジ版。)             | 川谷絵音 | 川谷絵音   | 3:13 |
| 5.                       | 「列車クラシックさん」(インスト曲扱いとなっている。)                                            | 川谷絵音 | 川谷絵音   | 2:11 |
| 6.                       | 「猟奇的なキスを私にして」(テレビ東京系、他、ドラマ『アラサーちゃん 無修正』オープニングテーマ) | 川谷絵音 | 川谷絵音   | 3:56 |
| 7.                       | 「サリーマリー」                                                                                | 川谷絵音 | 川谷絵音   | 5:10 |
| 8.                       | 「ruins」                                                                                       | 川谷絵音 | 川谷絵音   | 0:49 |
| 9.                       | 「アソビ」(auオリジナルスマートフォン『isai FL（イサイ エフエル）』TV-CMソング)                 | 川谷絵音 | 川谷絵音   | 2:37 |
| 10.                      | 「光を忘れた」                                                                                  | 川谷絵音 | 川谷絵音   | 3:57 |
| 11.                      | 「bye-bye 999」                                                                                 | 川谷絵音 | 川谷絵音   | 6:09 |
| 合計時間:                | 合計時間:                                                                                       | 38:59    |            |      |

## 参加メンバー
- 川谷絵音：ボーカル/ギター (#1,#2,#3,#5,#6,#7,#9,#10,#11)
- 休日課長：ベース(#5以外)/コーラス/アコースティック・ギター(#8)
- ちゃんMARI：キーボード/コーラス
- ほな・いこか：ドラムス(#5以外)/コーラス

ゲスト
- 鈴木絵里子：ヴァイオリン (#11)
- 後藤薫子：ヴィオラ (#11)
- 関口将史：チェロ (#11)
- 工藤愛子：コーラス (#11)

サポート
- 佐々木みお：コーラス (#6,#11)